# Frankopil, Koreț
Frankopil (în ucraineană Франкопіль) este un sat în comuna Ustea din raionul Koreț, regiunea Rivne, Ucraina.

## Demografie
Componența lingvistică a localității Frankopil
     Ucraineană (98,91%)
     Rusă (1,09%)
Conform recensământului din 2001, majoritatea populației localității Frankopil era vorbitoare de ucraineană (98,91%), existând în minoritate și vorbitori de rusă (1,09%).